# 荒木寿茂
荒木 寿茂（あらき とししげ、1993年12月17日 - ）、日本の男性声優、舞台俳優。山形県出身。アクセント所属。

## 経歴
北海道芸術高等学校卒業。アクセント付属養成所シャイン15期生。
高校の頃から声優、芝居に憧れ勉強を始め、上京後声優の仕事を始める。

## 人物
趣味はスノーボード、ダーツ、将棋。特技はパスタ料理、卓球。

## 出演

### テレビアニメ
- 異世界食堂（2017年、ゴブリン[4]、村人[5]）
- セントールの悩み（2017年、中史帝人[6]）
- 異世界でもふもふなでなでするためにがんばってます。（2024年、ゴブリン[7]）
- TO BE HERO X（2025年、管制官[6]）

### 吹き替え

#### 映画
- イントゥ・ザ・インフェルノ:マグマ世界
- Search/サーチ

#### ドラマ
- Major Crimes 〜重大犯罪課5
- NCIS 〜ネイビー犯罪捜査班7
- ギークガール（トビー〈ザック・ルッカー〉)

#### アニメ
- 名探偵ミレット

### 舞台
- あの大鴉さえも（独裁者2）
- 花宵（森脇清之介）
- フックン船長（海賊）